# Lie Down in Darkness
«Lie Down In Darkness» es el cuarto sencillo y último del álbum Memorial Beach (1993), quinto álbum de a-ha. Es la sexta canción del álbum.
Esta canción al parecer es la única del álbum Memorial Beach que no se ha tocado en vivo, pero sale al final de un compilado de videos de un concierto de a-ha en 1994.

## Sencillo en CD
- Promoción en Estados Unidos

Esta promoción de 5" solo presenta a Lie Down In Darkness (4:24)

## Sencillo en casete
- Sencillo en Estados Unidos presenta a Lie Down In Darkness (4:24) y una versión en vivo de I Call Your Name de "Live in South America".

- Datos: Q9022317